# 信用情報
信用情報（しんようじょうほう）とは、個人の年収や住宅情報、勤務先等の属性情報、ローンや公共料金等の支払い情報のこと。

## 概要
「信用情報機関」と言う基盤が整備され、各々積極的（有効的）に活用されている国は、欧米や日本などの先進国が主となっている。
ドイツには信用情報機関として戦前からSchutzgemeinschaft für allgemeine Kreditsicherung がある。しかし、個人情報保護や情報の正確さなどの観点で不備が指摘されており、社会問題にもなっている。
中華人民共和国では上海市や北京市や香港など沿海都市部の富裕層（十数万人程度）の情報を中心とした信用情報機関（民間企業）が数社ある程度であり、富裕層以外は中国銀聯のデビットカードが普及している程度である。
ビッグデータを解析することでより高精度の信用情報を得る手法も登場している。

## アメリカ合衆国

### 概要
アメリカ合衆国では、支払い情報（履歴）である信用履歴（クレジットヒストリー、英語: credit history）及び、信用履歴によって計算されるクレジットスコア（英語: credit score）は、生活を大きく左右する指標となっている。クレジットカードの取得の可否やローン審査における金利への影響、部屋の賃貸、さらには就職活動にも影響を与える。クレジットヒストリーが無ければ、いくら現金を持っていても信用してもらえず、アパートの部屋は借りられないかもしれない。クレジットスコアが低ければ、より高率のローン金利に甘んじなければならないかもしれず、就職には困難が伴うかもしれない。
アメリカが個人情報を重視するのは、国外からやってくる移民に関してローンや賃貸などで信用していいものかの判断のため、人種や人権上の配慮から客観的な数値であるクレジットヒストリーによって個人の信用力を格付けし、判断していると考えられる。信用情報はFair and Accurate Credit Transactions Act（FACT法）「公正かつ正確な信用取引のための法律」で保護される。
信用力の高い人たちはプライム（優遇）層、信用力の低い層はサブプライム（サブ＝下の）層と呼ばれる。サブプライム層は住宅ローンなどが組めないことから、サブプライムローンと呼ばれる商品が登場した。

### クレジットヒストリーとクレジットスコア
クレジットスコアは、クレジットヒストリーを元に、数式によって計算し、偏差値にしたものであり、個人の信用力を数値で格付けする。典型的には、300～850（スコア会社によっては300～900）の範囲で、例えば300～620は「平均以下」、621～700は「平均的」、701～760は「良好」、761～850は「優良」とされ、スコアを使用する金融機関などからの報告を基に毎日更新される。クレジットスコアは下記の要素が数値化され、一定の計算式に代入されるが、その計算方法は信用情報処理各社の秘密で、また用途別にいくつかの異なるバージョンも提供されている。なお、ローン残高もクレジットカードの使用残高もすべて「借金」と見做されるが、当然のことながら住宅や自動車ローンのように担保付の借金とそうでない借金の残高は同じ重みではないと考えられる。以下のパーセンテージはクレジットヒストリーの各要素のクレジットスコア計算に対する公表されている重みの代表例。
- 延滞返済履歴の有無（金額、頻度、期間、時期、通常過去7年分） - 35%
- 現在の信用枠の実際の使用割合（借金残高÷与信額、小さいほど有利）と 未使用信用枠（与信額－借金残高、高額ほど有利） - 30%
- 最も古い現存口座開設以来の期間（長いほど有利） - 15%
- 最近実際に供与された信用の種類（クレジットカードのような無担保、或いは住宅・自動車ローンなどの担保付信用） - 10%
- 最近のクレジットスコアの照会頻度と実際に開設したクレジットカードや住宅・自動車ローンなどの口座数（通常過去2年間の回数、信用照会だけの「ソフト」と実際に信用供与を行う「ハード」で影響度が異なる。短期間に頻繁に照会があると借金先を探しまわっていると見做される） - 10%

クレジットスコアの提供元はEquifax、エクスペリアン (Experian)、トランスユニオンの大手3社の寡占状態にある。スコアリングシステムは、フェア・アイザックのものが使用される。上記の要素で分かるように、年齢や収入・資産状況や就職状態は考慮されず、「どれだけ約束通り確実に返済しそうか」に重点が置かれる。
クレジットスコアの照会は、金融機関に限らず、あらかじめスコア会社が承認した人・会社なら本人の承諾を基に（料金を払って）誰でもできるので、例えば就職時に雇用者が応募者のスコアを調べたり、アパート入居者希望者に対する審査などにも使われることがある。自動車や住宅ローンでは低いスコアだとより高金利に甘んじなければならないことが多いだけでなく、貸付そのものを断られることさえあり、また与信限度が高く特典も多い種類のクレジットカードは明示的に「スコア××以上の人のみ」としていることもある。このように、クレジットスコアは生活を大きく左右するため、経済意識の高い消費者はクレジットヒストリーを傷付けず、クレジットスコアを高めることに注力する。
2016年に発覚した、ウェルズ・ファーゴ銀行が顧客に無断かつ無通知でクレジットカード口座などを開設した事件では、顧客は直接的な金銭的損害は被らなかったが、不正・不要な照会と口座開設によりクレジットスコアが低下して、将来に渡って不利益を被る可能性があることが問題となった。クレジットスコアの照会は、本人の姓名・社会保障番号・生年月日・現住所（稀に過去の住所）の個人情報を基に検索される。
上記のように、クレジットスコア自体にはクレジットヒストリー以外の、収入・資産状況は反映されないが、実際の金の貸し手にとってはクレジットスコアはあくまでも貸金の可否・額・利率・条件などを決める判断材料の一つであり、貸し手独自の基準で状況・用途に応じて収入・資産・就職状況を応募者に申告させるのが通常である。例えば、新規クレジットカード（与信枠数百～数万ドル）や自動車ローン（数千～数万ドル、現車が担保登記される）では大まかな年収と持家かどうかを申告する程度だが、住宅ローン（数万～数百万ドル）では、最近の給与明細書や銀行口座の月次報告書などの写しや、場合によっては前年度の所得税納税申告書や現在所有する登記物件（自動車、不動産）の証書や徴税通知の写しの提出を要求することもある。申込者のクレジットスコアが低ければ、審査はより厳格になり、要求される証明書の類も増え、より高金利になることもある。当然のことながら性別・人種・肌の色・出身国・宗教・性的志向などを問うたり、判断材料に使うことは違法である。家族構成（例えば既婚・未婚）も判断材料には使えないが、例えば本人の信用だけでは基準に満たず家族を保証人や連帯債務者にする場合は、その家族保証人・連帯債務者のクレジットスコアも審査の対象になる。
アメリカ合衆国の自動車ディーラーでの自動車購入は、新車でも在庫現品をその日のうちに持ち帰り（乗り帰り）が原則で、平日は仕事を終えてから来店する客が夜遅くに購入手続きをすることが少なくなく、またアメリカには東部時間からハワイ時間まで5～6時間の時差があるので、クレジットスコアの照会（と実際のローン会社）は、ほぼ24/７（一日24時間、週7日）で対応している。全額即時現金払いは別として、例えば自前ローンを申し出ても、当日は審査を基にとりあえず千ドル程度の手持ち小切手の手付金だけで持ち帰りが可能で、1週間以内に残金を持参するかそのまま残額をディーラーの提携ローン会社のローンに自動的に移行する契約が一般的なために、信用審査が必須。また最近では、インターネットで1日24時間いつでもクレジットカードの申込みができ、その場で与信限度額が与えられるのも、このおかげである（以前はとりあえず小額の与信限度額が与えられ、後日正式な額が通知されることもあった）。
クレジット報告書には、クレジットスコアの他に、本人の姓名・生年月日と社会保障番号や現住所と過去の住所などの個人情報、現在有効なクレジットカードやローンの口座すべてについてそれぞれの開設した時期・与信限度・現在の残高・返済状況などが記され、また現在の担保登記（自動車ローンの現車や住宅ローンの対象不動産）や裁判所の破産判決（再建型破産（第13章）は過去7年分、清算型破産（第7章）は過去10年分）などの公的公開経済情報がある場合は、それらも記載される。
本人は、1年に1度は自分のクレジット報告書をスコア会社に無料で請求できるほか、最近ではクレジットカード会社が自社が使用しているスコア会社からの数字や報告書全文を、カード会員にウェブサイトで週1回～月1回程度の更新頻度で自由に閲覧させるサービスを行っている（この閲覧はクレジットスコアを低下させる「照会」とはならない）。

### セキュアド・クレジットカード
新しく移民して来た人や社会に出たばかりの若年者は、当然のことながらクレジットヒストリーがなく、或いは一度破産などでクレジットヒストリーを棄損した人は、クレジットヒストリーを（再）構築するためには、何らかの信用（例えばクレジットカードやローン）実績が必要と言う「鶏と卵」のスパイラルに陥る。こうした人たちは、通常「セキュアド・クレジットカード（secured credit card）」と呼ばれる、予め払い込んだ数百ドル～千数百ドル保証金（担保）の範囲でしか使用できないクレジットカードを使って良好な返済実績を積んで優良なクレジットヒストリーを構築することが多い。
セキュアド・クレジットカードは、払込保証金額までしか使えないのでデビットカードに似ているが、使用額が銀行口座から即座に引き落とされるのではなく、通常のクレジットカードと同様に、使用日から25～55日後の決済期限までに使用額の決済をすればよく、またその使用実績はクレジットヒストリーに反映される（デビットカードは即座の現存資金移動だけなのでクレジットヒストリーには無関係）。
セキュアド・クレジットカードの保証金は、あくまで債務者が返済をしなかった「万が一の場合」の担保として使われ、毎月の請求書の決済は保証金外の資金から支払わなければならない（決済期限日に銀行口座から自動支払いを設定することも可能）。保証金は、セキュアド・クレジットカードで「良好な実績」（通常8か月間）を積んで、通常の（保証金不要の）クレジットカードに移行するときに、あるいはセキュアド・クレジットカードを解約するときに（返済不履行などの事故がなければ）全額返還される。
大手小売りチェーンが発行するその店専用のハウスカードや、Visa・MasterCard・DiscoverCardの国際ブランド提携カードも、顧客囲い込み目的のため審査が比較的簡素で与信額は小さいが、保証金不要なことが多いので、この目的に適している。

## 日本

### 概要
割賦販売法では、「利用者又は購入者若しくは役務の提供を受ける者の支払能力に関する情報」と規定している。（第35条の3の41）
信用情報の内容として、クレジットやローンの契約内容の他、金融事故情報として長期延滞、債務整理、代弁返済、強制解約などの記録が5年残り、個人の信用についての定量的な根拠となる。信用情報に金融事故情報が記載され、ローンやキャッシングについて新しい契約が結べない状態に陥いる事を指して、「ブラックリスト入りした」等と言う。なお、「ブラックリスト」というものが実際に存在している訳ではない。
戦後の日本では、個人の信用力を計る場合、職業（と大まかな年収）か、あるいは土地等の担保を取る手法をとっていた。たとえば初期の日本信販や中小小売商団体の割賦販売用クーポン・チケットは売り込み先を職業で判断しており、銀行はローンの際には、手っ取り早く不動産を担保に取っていた。スコアリングシステムは、1980年代に入り導入されるようになった。
やがて、クレジットカードや消費者金融（個人への金貸し）の隆盛とあわせて貸し倒れが問題になるにつれ、信用情報機関の設立、他の業態（銀行と信販、消費者金融）との信用情報共有が課題として浮かび上がるようになっていった。紆余曲折を経て、それぞれの信用情報機関を介して信用情報のうち、祖本的な部分を共有する仕組みとなっている。信用機関による情報共有は個人情報の保護に関する法律第23条の例外として許容される。総量規制により年収の1/3以上を借りているか確認する際にも利用される。
平成18年（2006年）から議論が進められた、貸金業法及び割賦販売法の改正・施行（平成22年（2010年））に伴い、経済産業省の認定を受ける指定信用情報機関制度の設置と、ノンバンクの借入残高について2日以内に更新されるように改善されている。
近年では、公的な奨学金機関である独立行政法人日本学生支援機構は、貸与奨学金返済の延滞者への対処として、平成21年（2009年）11月から、61日以上の延滞者を対象に、全国銀行個人信用情報センターに加盟して、滞納者情報の登録を開始した。
平成18年（2006年）から開始された、携帯電話本体（タブレット端末・モバイルWi-Fiルーターなども含む）の割賦販売あっせんによる分割払いについても、平成21年（2009年）頃から移動体通信事業者（NTTドコモ、au、ソフトバンク）が貸し手（割賦販売業者）として、CIC（ソフトバンクはJICCにも）へ、端末本体の分割払い残債と月々支払情報の登録を行っている。信用情報は、日常生活への関わりを更に深めている。
以前は与信側に信用機関が利用される一方で、個人信用情報機関への登録情報や貸し手の総合的な判断により、借り手側の困る場合が起こった事があったが、近年は審査への影響は薄い傾向にある。携帯電話端末本体の分割払いを却下され、現金一括払いのみとなったり、賃貸住宅の連帯保証人不要プランを却下され、連帯保証人を選任できないと契約・入居できなかったり、契約・入居そのものができない場合がある。また、一部の地方自治体では公営住宅への入居時に家賃保証会社を利用可能な地域もあるが、与信審査で見送りとなった場合は、資格審査は無効となる。

### 信用情報の種類
信用情報には、個人の属性情報と、クレジットカードや割賦販売および各種ローン、個人リース（カーリース等）の利用残高と返済履歴が登録されている。具体例は以下のとおり。これに加え、家賃保証会社を利用して賃貸住宅を契約している場合や公営住宅に入居している場合は、賃料の支払・代位弁済履歴と保証会社名が登録される。

#### 個人を特定するための情報
- 氏名及び生年月日
  - 当該人物の自宅住所、自宅電話番号
  - 当該人物の勤務先名とその住所、電話番号
  - 運転免許証番号や運転経歴証明書番号（2012年4月1日以降に交付されたものに限る）又は身分証明書書類の記号・番号

#### 個人の属性情報
- 契約に係る情報
  - 契約内容についての情報
    - 登録会社名、契約日、金額、形態、返済回数等

  - 返済状況についての情報（残高や該当月の支払・入金状況など）
    - 滞り無く完済し、契約が終了している場合は契約は「終了」と登録されるが、以下の場合は扱いが異なる。また、残高が0円でも、カードローンや貸付枠設定型の銀行ローンなどの枠付融資、クレジットカードで契約が成立している場合は、カードを解約するまで登録される。
    - 返済状況の入金記録掲載は「任意項目」であるため、順調に入金し返済を続けていても、延滞した事実がない限り、入金記録を全く載せないクレジットカード会社も存在する。

  - 割賦情報 (CIC)
    - 年間支払見込額
    - 割賦部分の支払状況

  - 金融情報 (CIC・JICC)
    - キャッシング残高などが加盟会社からほぼリアルタイムで送信・更新される
- 延滞など金融事故に関わる情報
  - 「事故情報」「異動情報 (CIC)」などと言われるもの。借金を契約どおりに返済できなかったことを指し、具体的には、61日若しくは3ヶ月以上に及ぶ延滞、代位弁済、債務整理、手形等の不渡の発生等についての情報。

#### 加盟会社による当該信用情報の使用履歴
- 加盟会社・金融機関名、日時、信用情報の使用目的等が「申込情報」や「照会履歴」に一定期間登録される。
- これは新規にカード類や融資の申込には既存の契約状況を確認する為に必需で、成約後も必要に応じて「途上与信[9]」として参照される。
- 平成22年6月以降は、各機関すべて、6か月登録となっている。

#### 本人申告情報・その他情報
- 運転免許証や健康保険証などの本人確認書類を紛失した場合、悪意のある第三者がそれらを利用して消費者金融などへ融資申込を行う恐れがあるため、信用情報照会時に「本人確認書類紛失」などの情報を出す事によって、審査時に与信者へ注意を促す事が出来る。
- 本人の買い癖などで過剰与信（年収の一定割合以上の与信枠（借入残高）がある等）に陥りやすいため、与信自粛を申告し、与信照会時に注意を促す事が出来る。

これらは、CICでは最寄りの窓口へ来所か郵送で、JICCの場合は窓口または都道府県の貸金業者協会などへ来所することにより申告でき、5年以内の間（CRINにも）登録され、本人の任意で期間内であれば、申告情報を抹消する事も出来る。
- 事故発生等による取引の打ち切り等の情報、破産情報等

- AIスコア - みずほ銀行とソフトバンクが設立したJ.Scoreが提供するAIスコアは、年齢や年収、勤務先といった情報だけではなく、性格や好み、ライフスタイルなどこれまで加味されてこなかったような多種・大量の情報を最新の人工知能技術で分析しスコア化する。

### 審査が通らない原因
クレジットカードやローンなどの審査は、申込み時の属性、返済履歴に問題があった場合、審査が通らないケースがあったが、近年は審査への影響はあまり大きくない傾向にある。このうち、審査の判断にある程度影響を与える信用情報の内容は以下の通りである。

#### 事故・異動情報が発生した場合
約定日（支払日・口座引落日など）までに正しく支払が行われず、遅延扱いとなると事故情報が会員会社の判断で登録される。長期にわたる（61日以上または3ヶ月以上）の遅延が発生した場合、契約者が債務整理（自己破産や個人再生手続）を行った場合、代位弁済が行われた場合などにおいては異動情報として記載される。この異動情報は遅延が発生している間、または、契約期間中および契約終了後5年間など、情報ごとに期間を区切って記載をされる。このため、一度自己破産などの債務整理を行うと長期間に渡り、不利益を被ることとなるので注意が必要である。
また、2009年（平成21年）頃からは、携帯電話・スマートフォンなどを分割払いで購入し、その後電話料金と端末代金を61日以上滞納した場合や独立行政法人日本学生支援機構の貸与型奨学金を61日以上滞納した場合など、クレジットカードやカードローン以外の一見信用情報と関係がない契約においても延滞情報を個人信用情報機関に登録される。

#### 他社の申込・契約状況
信用情報機関には、個人の契約状況、直近の申込の情報などが記載されているため、その情報が申込時に参照される。貸金業法においては、総量規制として年収の3分の1を超える貸付が禁止されるため、他社からの借入金額によっては審査に通らない場合がある。なお、総量規制は貸金業法における規制であるので消費者金融のカードローンやクレジットカードのキャッシング枠は借入金額に含まれる一方で、クレジットカードのショッピング枠や銀行や信用金庫からの借入は貸金業法の対象外である。
直近の申込件数が多い場合は、いわゆる「借り逃げの恐れ」と判断されて審査が否決となる場合が多い。なお、6ヶ月が過ぎれば申込・照会情報は抹消される。また、奨学金・共済などの融資などで信用情報機関への照会が伴わない借金については、審査の対象外とされる。

#### その他
中高年（30歳）以上では、クレジットヒストリーが存在しない場合(スーパーホワイト)。これは、個人信用情報機関の保持期間を超えて記録がない場合、過去になんらかの事故を起こしたために与信が通らず、履歴が発生しなかったと推測されてしまうためである。
稀にであるが、同姓同名（同じ読みを含む）の他人の情報を参照して与信判断をした場合、誤った信用情報がサーバに登録されている場合がある。例えば、2015年（平成27年）10月2日には、ソフトバンクが、携帯端末を月賦で利用している一部の顧客の信用情報を誤って登録していたことが発覚している。
このうち、同姓同名などの他人の情報を参照されてしまう事が多い人や、事実と違った情報が登録されていたなどの場合は、なぜ他人の信用情報が参照されてしまうのか、事実と異なった信用情報が登録されているなどの調査依頼を行い、必要に応じて内容の訂正を行う事などが可能である。

### 本人開示
上記のような事に心あたりが有るか、もしくは自分の信用情報がどのように登録されているのか確認したい場合、各信用情報機関の「本人開示制度」によって可能である。審査の内容は社外秘になっていることが多く、不合格の理由を本人から質問されても答えることができないので、この制度が唯一確認できる方法となる。
基本的に各信用情報機関の窓口に出向くか、郵送で申し込みの上で返送されるかのどちらかで、CICの場合はインターネット上の開示で手数料（500円）がかかり、郵送開示の場合は1,500円分を郵便定額小為替などで支払う必要がある。
開示される信用情報に、契約年月日が含まれていない場合があるなど、情報が制限されていることがある。

### 信用情報機関
信用情報機関は個人信用情報の収集及び提供を行う機関である。法令に基づき指定された信用情報機関を指定信用情報機関という。
割賦販売法では「信用情報の収集並びに割賦販売業者等（割賦販売業者、ローン提携販売業者及び割賦購入あつせん業者）に対する信用情報の提供を業とする者」、貸金業の規制等に関する法律では「資金需要者の借入金返済能力に関する情報の収集及び貸金業者に対する当該情報の提供を行うもの」とそれぞれ規定している。
日本では、個人に関する信用情報機関は、全国銀行個人信用情報センター、株式会社シー・アイ・シー、株式会社日本信用情報機構の3社がある。割賦販売法に基づく指定信用情報機関には株式会社シー・アイ・シーが、貸金業の規制等に関する法律に基づく指定信用情報機関には株式会社シー・アイ・シーと株式会社日本信用情報機構が、それぞれ指定されている。また、事業者に関する信用情報機関に株式会社ジェイビックがある。

#### 全国銀行個人信用情報センター
全国銀行個人信用情報センター（略称「KSC」）は、全国銀行協会（全銀協）が運営する信用情報機関である。会員は、一般会員（全銀協に正会員として加盟している銀行）と特別会員がある。保有する信用情報は、アメリカンエキスプレス・インターナショナル日本支社など加盟する銀行系クレジットカードの情報、銀行など預金取扱金融機関での住宅ローンなどの個人向け融資、中小企業系の法人融資で、代表者個人が連帯保証人として登録されるケースを中心に、およそ8000万件。自己破産、個人再生等官報などの事故情報保有期間は10年であったが2022年11月4日より申立日から7年に変更された。
銀行子会社などの銀行系クレジットカード会社は「個人に関する与信業務を営む法人で信用保証協会以外の会員の推薦を受けたもの」の規定によりKSCに加盟しているが、それまで加盟していた三井住友カード・ジェーシービー・クレディセゾン（セゾンUC）・三菱UFJニコスら一部の大手カード会社は、2009年（平成21年）に登録機関から脱退し、全銀協の信用情報を抹消した。
全銀協の信用情報を開示する手段は、2011年（平成23年）8月31日をもって、東京都千代田区にあった窓口での開示請求業務を終了し、2023年（令和5年）現在では、インターネットによる開示（開示手数料1,000円）、もしくはコンビニエンスストアで「本人開示・申告手続利用券」（1,124円～1,200円）を購入し、同利用券を同封による郵送開示請求のみである。

#### シー・アイ・シー
株式会社シー・アイ・シー（英語: CREDIT INFORMATION CENTER CORP.、略称「CIC」）は、東京都新宿区西新宿に本社をおく日本の販売信用分野の信用情報機関。割賦販売法に基づく指定信用情報機関であるであるとともに貸金業法に指定信用情報機関である

##### 概要
1984年（昭和59年）に（社）日本割賦協会（現：日本クレジット協会）と（株）日本信用情報センター、（社）全国信販協会の信用情報機関を一本化して設立された。本人の申し出により、自分の信用情報を確認することができる。各クレジットカード発行企業（含む信販会社）と、信用保証会社、自動車や機械等のローン・リース会社、移動体通信事業者、小売店などと、一部の消費者金融会社・銀行・労働金庫・農林中央金庫など、877社が加盟している。
2018年（平成30年）5月20日時点で、7億1,803万件の信用情報を保有している。また、現在の規定で成約状態である場合は、原則月1回の更新が会員各社に義務付けられている。
申込情報・照会情報・異動情報（CRIN情報）以外、与信対象者の成約・解約など平時の信用情報は、他社照会時は該当会社名が分からないようになっている。
また、流通業・信販・クレジットカード業のために設立された情報機関であるため、銀行等金融機関は加盟不可としていたが、2008年頃に方向転換し、保証会社を伴わずに住宅ローンなどの直接融資を提供する預金取扱金融機関（ソニー銀行・イオン銀行など）が加盟するようになる。
その後、2010年（平成22年）の改正割賦販売法の施行により、銀行本体で発行を行うクレジットカード（三菱UFJ-VISA等）の支払見込可能額調査において、相互に情報共有を行う必要が生じたため、クレジットカードなど商品を限定してCICに登録を行うようになった。また、消費者金融専業会社の加盟については、1999年（平成11年）頃の三洋信販から加盟が始まっている。

##### 沿革
- 1983年7月 - 通商産業省(現:経済産業省)「消費者信用産業懇談会」が販売信用分野における信用情報機関の整備統合を提言。
- 1983年11月 - (社)日本割賦協会、(株)日本信用情報センター、(社)全国信販協会の三者が統合に合意。
- 1984年9月 - 株式会社信用情報センターを設立。
- 1985年4月 - 営業開始。
- 1986年3月 - 情報処理を株式会社流通情報システムサービスに専属委託。
- 1987年3月 - CRINサービスを開始。
- 1989年9月 - 本社を東京都新宿区新宿5-15-5 新宿三光町ビルに移転。
- 1991年8月 - 株式会社シー・アイ・シーに社名を変更。
- 1992年12月 - 株式会社流通情報システムサービスの社名を「株式会社シーアイシーシステムズ」に変更。
- 2001年3月 - (社)日本クレジット産業協会(現:(一社)日本クレジット協会)・(社)全国信販協会・CICの三者で自主ルール運営協議会を設置
- 2004年3月 - 本社を東京都新宿区西新宿1-23-7 新宿ファーストウエストに移転。
- 2005年4月 - 自主ルール運営協議会を改組し、認定個人情報保護団体 クレジット個人情報保護推進協議会(現:(一社)日本クレジット協会)を設立
- 2010年3月 - 貸金業法に基づく指定信用情報機関として内閣総理大臣から指定を受ける。
- 2010年3月 - 割賦販売法に基づく「指定信用情報機関」として経済産業大臣から指定を受ける
- 2024年11月 - 消費者への「クレジット・ガイダンス」の提供を開始。
- 2025年4月 - 加盟企業への「クレジット・ガイダンス」の提供を開始。

##### 加盟企業による利用
CICが保有する信用情報はCICに加盟する会員企業が利用(照会)することができる。また、信用情報機関同士の交流ネットワークである「FINE」、「CRIN」、「IDEA」を通じて、日本信用情報機構(JICC)、全国銀行個人信用情報センターのそれぞれの会員企業に対して保有する信用情報の提供を行っている。

##### 個人による開示
開示方法は、郵送による開示とインターネットを用いたオンライン上での開示の2種類が存在する。郵送による開示は、郵便局の定額小為替証書1500円分を開示申請書に同封して郵送で送付する。インターネットを使ったオンライン開示は、開示手数料500円クレジットカード決済、もしくはキャリア決済で支払うことで開示ができる。かつては、CICの窓口（全国に7箇所、東京都新宿区・札幌市・仙台市・名古屋市・大阪市・岡山市・福岡市）に赴いての開示も可能であったが、2023年2月28日をもって終了している。
郵送による開示の申込は、以下のいずれかに該当する場合行える。申込者の区分に応じて必要となる書類が異なるので注意が必要である。
1. 本人
2. 任意代理人
3. 法定代理人
4. 法定相続人

インターネット開示における注意点として、受付番号を取得する際に「開示するクレジット情報は、それを申し込んだ電話番号で、指定されたナビダイヤルにかけること」になっているので、電話番号が申し込んだ当時の電話番号と異なっている場合は開示ができない。一方で、申し込んだ電話番号が複数ある場合は、申込時にその他の電話番号を記載することで開示ができる。受付番号を取得する電話番号が「0570のナビダイヤル」になっているので、携帯電話会社各社の音声通話定額制による無料通話の対象にならない点も注意が必要である。また、手数料の支払い方法が「指定ブランド（国内ブランド）のクレジットカードもしくはデビットカード」に限定されており、利用するためには事前にこれらのカードを取得する必要がある。これらの条件を満たせない場合は上述の郵送開示を利用することになる。スマートフォン・パーソナルコンピュータでの画面上で、即日開示される。

##### クレジット・ガイダンス
クレジット・ガイダンスとは、2024年11月28日より消費者向けに提供を開始した、CIC独自のクレジットスコアである。2025年4月1日からは加盟企業向けに提供を開始。CICが保有する信用乗法を分析の上、指数と算出理由を「クレジット・ガイダンス情報」として消費者・加盟企業に提供する。本スコアの特徴としては、指数は、200～800の3桁の数値で提供され、属性を排除した取引事実のみにより算出を行うことが挙げられる。また、算出理由として特に影響を与えた理由を最大4つ提示する。
なお、利用する情報のカテゴリー別の割合は以下の通り。性別・年齢・年収・職歴・学歴・家族構成といった属性情報は一切関係をせず、取引事実のみを利用する。
- 支払状況 - 36.5%。請求に対する支払状況を確認。
- 残高 - 31.8%。残高の大小を確認。
- 契約数 - 13.6%。保有する契約数を確認
- 契約期間 - 13.6% 。契約年月日から現在までの契約期間を確認。
- 申込件数 - 4.5%。新規契約の申込件数を確認。

これらの要素がどのように変遷しているか動的に評価する。例えば二人の人物が同じ残高である場合に、一方が長期的に増え続けてきた場合と急激に増えた場合では、信用状態が安定しているとして前者のほうが高いスコアになる。
指数の構成比はおおよそ以下の通り。スコア620以上が全体の7割程度を占めたことになる。
- 710～800 - 20%程度。
- 620～709 - 50%程度。
- 530～619 - 20%程度。
- 200～529 - 10%程度。

消費者がクレジット・ガイダンスを開示する場合、情報開示の際に同時に申し込む必要がある。また、クレジット会社等へのご自身の指数・算出理由の提供を停止すること（オプトアウト）が可能。

###### 懸念点
- クレジット・ガイダンスを含むCICの信用情報の開示・利用は本人と加盟するクレジット事業者のみに限定されているが、企業の採用や賃貸借契約、その他の継続的な取引を判断するために、非加盟の企業がスコアの提示を本人に要求するような悪用が懸念される。なおこれは、信用情報の目的外利用に当たるため割賦販売法によって禁止されている。[26]

##### 不祥事
- 2025年4月28日にインターネットによる信用情報の開示サービスによって信用情報を第三者に開示した可能性があることを発表した。36名の信用情報を第三者に開示した可能生がある。これに伴い、信用情報のインターネット開示を一時停止する事態となり、郵送開示による手数料が一時500円に引き下げられた。[27][28]

### CRIN
CRIN（クリン）とは、「英語: CRedit Information Network」の略で、上記のうちCIC・KSC・JICCの三者間で異動情報（事故）・申告情報が発生した際に、一定期間CRIN情報としてサーバに共有されるものである。そのため、三者のうちの1者で、何らかのCRIN情報が登録される事案が生じた場合、それを共有している他者の会員会社の与信照会時に新たな貸付や契約を阻止できるようにするものである（CRIN情報が登録されていても稀に可決する会社もあるため、完全に阻止できるわけではない）。そのため、CRIN情報が登録されない限り、上記三者間で信用情報の共有はされていない。

### FINE（Financial Information Network）
FINEは、CICとJICC間で行われている交流ネットワークで、2010年6月の貸金業法改正にともなう総量規制に対応するものである。総量規制はキャッシングやローンなど、年収の3分の1以上の貸付を抑制するように定めているが、クレジットカード会社、消費者金融のみに限定され、銀行や信用金庫、労働金庫などの貸付は対象としていない。更に住宅、自動車ローン、ショッピングの代金も対象にならない。消費者金融の小規模な会社には、JICCのみに加盟しているところがあり、これらの会社がFINEを使用しCICの情報を参照し、貸付額が年収の3分の1を超えないようにしている。逆にCICのみに加盟している会社でも、FINEを使ってJICC加盟している消費者金融の情報を参照可能である。そのためCRINより詳細な情報を交換しているとされていて、貸付金額、貸付残高や支払いの遅延情報なども交換している。

### IDEA（The Information on total Debt for Appropriate approach）
IDEAは、CIC・KSC・JICCの三者間で行っている交流ネットワークである。2022年5月6日より運用が開始された。このネットワークを通じ、KSCは預金取扱金融機関が提供する消費性かつ無担保のカードローン及びキャッシング（クレジットカードに付帯するキャッシング枠を含む）の情報を、JICC及びCICは貸金業者が取り扱う金銭の貸付に係る情報（延滞等の情報を含む）を相互に提供しあう。

### 目的外利用による問題
信用情報機関に加盟している業者による信用情報の利用であっても、本来の趣旨と異なる目的に利用されることによる問題も起こっている。

#### 目的外の情報収集手段として
本来は信用情報の収集、利用は顧客の返済能力を超えた融資や不必要な融資を防ぐことが目的であり、審査時の返済能力の調査や融資可否判断以外に利用してはならない旨貸金業規制法でも定められているが、その趣旨を逸脱し「全国信用情報センター連合会」（当時）の個人信用情報を利用して多額の借り入れ残高があっても、（消費者金融の中でも）町金融と言われるハイリスク・ハイリターンを追求する業者が、独自の与信限度額に達していない顧客を探し出し、新たな借り入れを勧める目的に悪用されている事が発覚している。
なお、信用情報を適正に利用することで顧客の過剰融資・多重債務化を防止することが情報を共有することの最大の意義とされているのであるが、かかる状態を放置すれば情報を利用する業者が増えるほど過剰融資や情報の不正利用を増やす結果になりかねないとの懸念も示されている。信用情報機関の内部規定でも融資可否判断以外の目的で登録情報を利用することを禁じているが、規制の実効性を担保する観点から貸金業規制法に目的外利用に対する罰則を設けるべきとの意見もある。

#### 賃貸住宅の保証用途として
個人信用情報は借金に関わる情報を同業者間で共有するために設立された経緯があるが、アパートなど賃貸住宅を借り受ける際に、保証人として一般的に大家から求められる人的保証の代わりに、不動産仲介業者が提携した信販会社が保証人として機関保証を行い、家賃と保証料を指定したクレジットカードを通じて口座振替させる形態のものが1990年代より導入されている。これは家賃をクレジットカードで「買い物」利用させるため、クレジットカードの発行として通常の審査・信用情報照会が行われるが、賃料の保証を行う専門業者（いわゆる家賃保証会社）では信用情報機関への加盟対象外であり、信用情報から得られる信用状態（延滞の有無）が確認できないなど不公平感が強まっている。前者では家賃収納のクレジットカードを滞納した場合、事故情報などの登録で借主に対するペナルティを与える事が可能であるが、家賃保証会社ではそれも行う事も不可である。のちにJICCは家賃保証会社にも開放し、主に大手の家賃保証会社が加盟している。